# 수군절도사
수군절도사(水軍節度使)는 조선시대의 정3품 당상관으로 수군(水軍)을 통제하였다.
1466년(세조 12)에 왕의 수군도안무처치사(水軍都按撫處置使)로 포·보를 지휘, 감독하였다.수사(水使)라고도 불리었다. 교동·보령·동래·거제도·순천·남해·옹진 등지에 두었다. 인원은 경상·전라·함경도에 각 3명, 경기·충청·평안도에 각 2명, 황해·강원도에 각 1명씩 있었는데 1명은 반드시 관찰사가 겸임하였으며, 2명인 경우에 1명은 관찰사가 겸임, 나머지 1명은 평안도에서는 병마절도사가, 3명이 배정된 함경도에서는 남·북도 병마절도사가 각각 겸임하였고, 나머지 도는 각각 전문직인 무관이 별도로 배치되었다. 이러한 제도는 임진왜란을 겪은 뒤에 삼도수군통제사가 경상우수사를 겸직하는 등 다소 변동이 있었으나 특별한 것은 없었다.
| 각도   | 겸직(관찰사 혹은 병사)                                       | 정직 수군절도사                                                        |
| ------ | ------------------------------------------------------------ | ---------------------------------------------------------------------- |
| 경기도 | 경기감사(한양)                                               | 경기도 수사(남양 수영ㅡ>교동)                                          |
| 충청도 | 충청감사(충주)                                               | 충청도 수사(보령 수영)                                                 |
| 경상도 | 경상감사(상주)                                               | 경상좌도수사(동래 수영), 삼도수군통제사-경상우도수사(통제영-거제 수영) |
| 전라도 | 전라감사(전주)                                               | 전라좌도수사(여수 수영), 전라우도수사(해남 수영)                       |
| 강원도 | 강원감사(원주)                                               |                                                                        |
| 황해도 | 황해감사(해주)                                               |                                                                        |
| 평안도 | 평안감사(평양), 평안병사(영변)                               |                                                                        |
| 함경도 | 함경감사(영흥(함흥)), 함경남도병사(북청), 햠경북도병사(경성) |                                                                        |

## 같이 보기
- 병마절도사
- 삼도수군통제사

## 참고 문헌
- 이 문서에는 다음커뮤니케이션(현 카카오)에서 GFDL 또는 CC-SA 라이선스로 배포한 글로벌 세계대백과사전의 내용을 기초로 작성된 글이 포함되어 있습니다.